# Pedro Daniel Martínez Perea
Monseñor Pedro Daniel Martínez Perea (Ciudad de Mendoza, 5 de marzo de 1956) es un sacerdote y obispo argentino. Ocupó el cargo de Obispo de la Diócesis de San Luis, Argentina desde el 22 de febrero de 2010 hasta el 9 de junio de 2020, cuando fue aceptada la renuncia a su cargo por Su Santidad Francisco, asumiendo en su lugar Gabriel Bernardo Barba.
Monseñor Pedro Martínez Perea nació en la ciudad de Mendoza el 5 de marzo de 1956. Cursó sus estudios Filosóficos y Teológicos en el Seminario Arquidiocesano de Paraná y fue Ordenado Sacerdote en la Arquidiócesis de Mendoza el 17 de diciembre de 1981. Ejerció el Oficio de Notario del Tribunal Eclesiástico de Mendoza (1983-1984). En 1992 concluyó el Doctorado en Derecho Canónico en la Pontificia Universidad Lateranense, y más tarde, en 2003, siempre en la misma Universidad, obtuvo el Doctorado en Teología Dogmática. En la Diócesis de San Rafael se desempeñó como Secretario Canciller (1992-1993) y como Prefecto de Estudios y Formador del Seminario Mayor Diocesano Santa María Madre de Dios, hasta 1993. Junto a su función docente en el Seminario de San Rafael, enseñó también Teología en el Seminario San Miguel Arcángel de San Luis. Desde 1998 hasta 2000 fue profesor titular de Teología en la Cátedra de Economía del Instituto del Carmen de San Rafael. Desde 2005 es profesor de Teología Fundamental en la Facultad de Psicopedagogía, Filosofía y Ciencias Sagradas de la Universidad Católica de Cuyo. Desde el año 2000 hasta el 2002 fue Perito Consultor de la Comisión Episcopal Fe y Cultura de la Conferencia Episcopal Argentina (CEA).Fe y Colaboró con varias obras de investigación teológica, y publicó en varias revistas. Además, en 2006 editó "El Magisterio Ordinario de la Iglesia en el Pontificado del Beato Pío IX". Durante los años 2008 y 2009 fue Rector del Seminario Diocesano de San Rafael. En diciembre de 2009 fue elegido Obispo Coadjuntor por Benedicto XVI. Ordenado Obispo el 19 de marzo de 2010 en la Catedral de San Rafael, inició su Ministerio Pastoral el 27 de marzo de ese mismo año. Es Obispo Diocesano de San Luis por sucesión desde el 22 de febrero de 2011 hasta la actualidad.Es miembro de la Sociedad Argentina de Derecho Canónico, de la Sociedad Argentina de Teología y de la Sociedad Tomista Argentina. (Fuente CentroPieper)